# Land- und Stadtgericht Allenburg
Das Land- und Stadtgericht Allenburg war von 1821 bis 1849 ein preußisches Land- und Stadtgericht mit Sitz in Allenburg.

## Geschichte
Das Land- und Stadtgericht Allenburg wurde 1822 aus dem Stadtgericht Allenburg und dem Justizamt Natangen gebildet. Es war ein Gericht 2. Klasse im Sprengel des Oberlandesgerichts Königsberg.
1837 umfasste der Gerichtsbezirk die Stadt Allenburg mit 1734 Gerichtseingesessenen und 64 Ortschaften mit 5470 Gerichtseingesessenen (zusammen also 7204 Gerichtseingesessene). Am Gericht war ein Stadt- und Landrichter und drei weitere Mitarbeiter beschäftigt.
Nach der Märzrevolution wurden 1849 einheitlich Kreisgerichte gebildet. In Allenburg entstand so die Gerichtskommissionen Allenburg des Kreisgerichts Wehlau.